# Ali Beratlıgil
Ali Beratlıgil (İzmit, 21 de octubre de 1931-Estambul, 1 de febrero de 2016) fue un futbolista turco que jugaba en la demarcación de defensa.

## Selección nacional
Jugó un total de seis partidos con la selección de fútbol de Turquía. Debutó el 11 de diciembre de 1953 en un partido de la Copa del Mediterráneo contra Italia, partido que finalizó con victoria por 0-1 del conjunto italiano. Jugó cinco partidos amistosos más, siendo el último el 8 de diciembre de 1957 contra Bélgica. Además fue seleccionado por Sandro Puppo para disputar la Copa Mundial de Fútbol de 1954, aunque finalmente no llegó a jugar ningún encuentro.

### Participaciones en Copas del Mundo
| Mundial                        | Sede  | Resultado      | Partidos | Goles |
| ------------------------------ | ----- | -------------- | -------- | ----- |
| Copa Mundial de Fútbol de 1954 | Suiza | Fase de grupos | 0        | 0     |

## Clubes

### Como futbolista
| Club            | País    | Año         | Partidos | Goles |
| --------------- | ------- | ----------- | -------- | ----- |
| Galatasaray SK  | Turquía | 1951 - 1958 | 118      | 33    |
| Alibeyköy SK    | Turquía | 1958 - 1959 | 31       | 1     |
| Istanbulspor AŞ | Turquía | 1959 - 1961 | 32       | 6     |
| Feriköy SK      | Turquía | 1962 - 1963 | 4        | 0     |

### Como entrenador
| Club                | País    | Año         |
| ------------------- | ------- | ----------- |
| Samsunspor          | Turquía | 1967 - 1968 |
| Tarsus İdman Yurdu  | Turquía | 1968 - 1969 |
| Sarıyer SK          | Turquía | 1971        |
| Fatih Karagümrük SK | Turquía | 1971        |
| Feriköy SK          | Turquía | 1972 - 1973 |
| Dardanel Spor AŞ    | Turquía | 1975        |
| Tarsus İdman Yurdu  | Turquía | 1975        |